# Хиндикалово
Хиндика́лово (фин. Hintikkala) — деревня в Гатчинском муниципальном округе Ленинградской области.

## История
На карте Санкт-Петербургской губернии 1792 года А. М. Вильбрехта обозначена деревня Гинтикала.
Деревня Хиндиколова (Малая Сямеля) из 6 дворов упоминается на «Топографической карте окрестностей Санкт-Петербурга» Ф. Ф. Шуберта 1831 года. Восточнее неё обозначены: ныне не существующая Большая Сямеля из 10 дворов и деревня Сямелева из 11 дворов, позднее переименованная в Пинегово, а затем в Пеньково.

СЯМЕЛЕ — деревня принадлежит Самойловой, графине, число жителей по ревизии: 43 м. п., 59 ж. п. (1838 год)

На картах Ф. Ф. Шуберта 1844 года и С. С. Куторги 1852 года деревня обозначена как Малая Сямеля (Хиндиколова).
На этнографической карте Санкт-Петербургской губернии П. И. Кёппена 1849 года она обозначена как деревня «Hindiikala», расположенная в ареале расселения савакотов. В пояснительном тексте к этнографической карте она записана как деревня Hindikkala (Хиндикала) и указано количество её жителей на 1848 год: савакотов — 18 м. п., 16 ж. п., всего 34 человека.

СЯМИЛЯ — деревня действительного статского советника Кандалинцева, по просёлочной дороге, число дворов — 19, число душ — 33 м. п. (1856 год)

В «Описаниях Санкт-Петербургской губернии» за 1838 и 1856 год все три деревни учитывались совместно.
Согласно «Топографической карте частей Санкт-Петербургской и Выборгской губерний» в 1860 году деревня называлась Малая Сямеля (Хиндиколова) и насчитывала 7 крестьянских дворов.

СЯМЕЛЕВО — деревня владельческая при колодце, число дворов — 7, число жителей: 11 м. п., 17 ж. п. (1862 год)

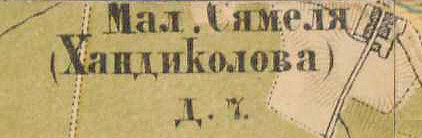
План деревни Хиндикалово. 1885 год

В 1885 году деревня Малая Сямеля (Хандиколова) также насчитывала 7 дворов.
В конце XIX века деревня административно относилась к Гатчинской волости 3-го стана Царскосельского уезда Санкт-Петербургской губернии, в начале XX века — 2-го стана. Население деревни было исключительно финским.
К 1913 году количество дворов не изменилось.
С 1917 по 1923 год деревня Хиндикалово входила в состав Черновского сельсовета Гатчинской волости Детскосельского уезда.
С 1923 года в составе Гатчинского уезда.
Согласно данным переписи населения СССР 1926 года, в деревне Хиндикалово Черновского сельсовета Троцкой волости Троцкого уезда проживали 104 человека, все финны.
С 1927 года в составе Гатчинского района.
С 1928 года в составе Войсковицкого сельсовета. В 1928 году население деревни Хиндикалово также составляло 104 человека.

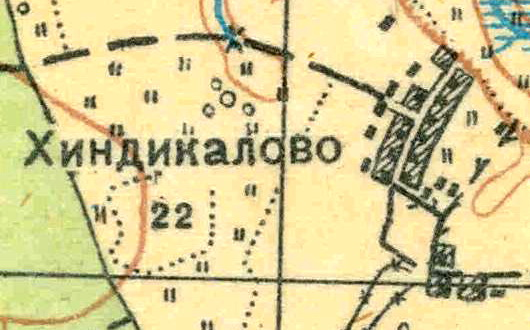
План деревни Хиндикалово. 1931 год

Согласно топографической карте 1931 года деревня насчитывала 22 двора.
По данным 1933 года, деревня называлась Хиндикалово и входила в состав Войсковицкого финского национального сельсовета Красногвардейского района.
Деревня была освобождена от немецко-фашистских оккупантов 25 января 1944 года.
В 1958 году население деревни Хиндикалово составляло 103 человека.
С 1959 года в составе Пудостьского сельсовета.
По данным 1966, 1973 и 1990 годов деревня Хиндикалово также входила в состав Пудостьского сельсовета Гатчинского района.
В 1997 году в деревне проживали 14 человек, в 2002 году — 21 человек (русские — 52%, финны — 48%), в 2007 году — также 21, в 2010 году — 31.

## География
Деревня расположена в северо-западной части района к северу от автодороги 41К-102 (Войсковицы — Мариенбург).
Расстояние до административного центра поселения, посёлка Пудость — 25 км.
Расстояние до ближайшей железнодорожной станции Войсковицы — 3 км.
Деревня находится на правом берегу реки Чёрной.

## Демография
| 1862 | 2007 | 2010 | 2017 |
| ---- | ---- | ---- | ---- |
| 31   | ↘21  | ↗31  | ↗34  |

### Национальный состав
Согласно данным Всероссийской переписи населения 2021 года в деревне проживали 88 человек, из них:
 русские — 67, финны — 3, остальные национальность не указали.

## Фото

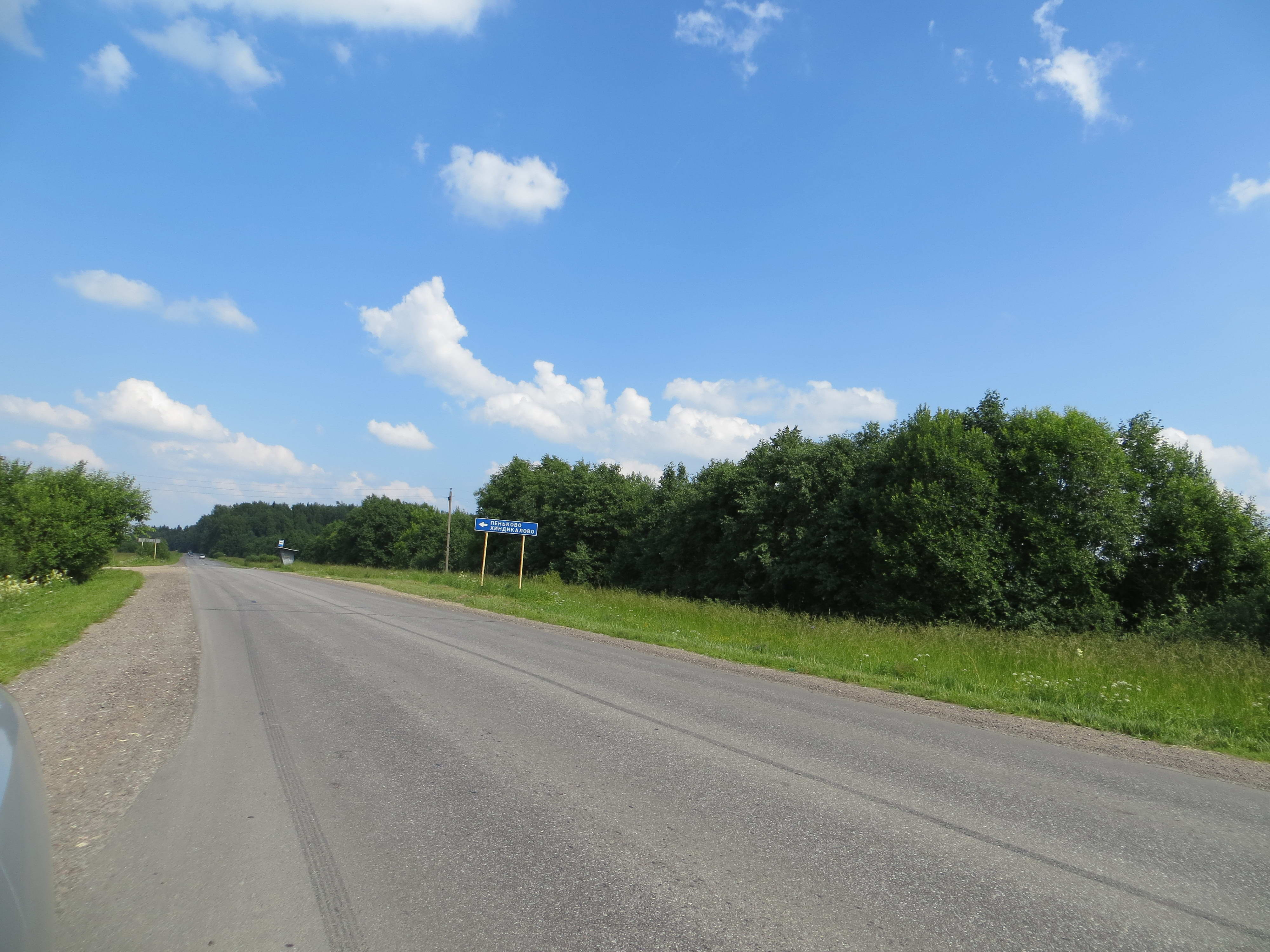
Поворот на Хиндикалово. 2013 год
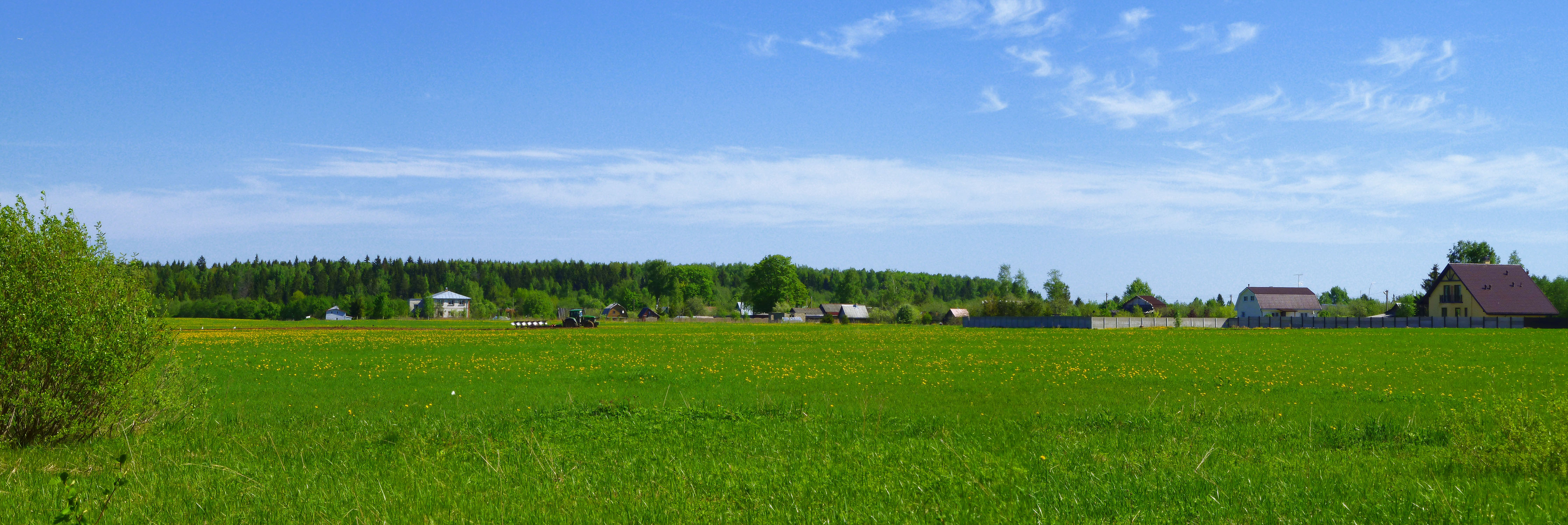
Деревня Хиндикалово. 2013 год